# Le Plessis-Luzarches
Le Plessis-Luzarches is een gemeente in het Franse departement Val-d'Oise (regio Île-de-France) en telt 140 inwoners (1999). De plaats maakt deel uit van het arrondissement Sarcelles.

## Geografie
De oppervlakte van Le Plessis-Luzarches bedraagt 0,9 km², de bevolkingsdichtheid is 155,6 inwoners per km².
De onderstaande kaart toont de ligging van Le Plessis-Luzarches met de belangrijkste infrastructuur en aangrenzende gemeenten.

## Demografie
Onderstaande figuur toont het verloop van het inwonertal (bron: INSEE-tellingen).